# Борис Асафиев
Борис Владимирович Асафиев (29 юли 1884, Санкт Петербург - 27 януари 1949, Москва) е руски композитор, музиковед, музикален критик, народен артист на СССР (1946), академик (1943).
Сред е основателите на руското музикознание. Носител на Държавна награда на СССР (1943 и 1948). Автор е на 27 балета, 10 опери, трудове по история и теория на музиката и др.

## Творчество
- „Руската музика от началото на 20 век“ – 1930 г.
- „Музикалната форма като процес“ – 1930-1947 г. (2 кн.)
- „Пламъците на Париж“ – балет – 1932 г.
- „Бахчисарайски фонтан“ – балет – 1934 г.
- „Изгубени илюзии“ – балет – 1935 г.
- „Глинка“ – 1947 г. и др.